# Остёрский детинец
Остёрский детинец — древняя укреплённая часть Остра Черниговской области (в древнерусскую эпоху — Городца Остерского Переяславского княжества).

## Расположение и характеристики
Детинец Городца Остёрского был расположен на правом берегу реки Остёр на холме-останце в южной части современного города (микрорайон Старогородка). На месте детинца осталось округлое городище диаметром около 100 м. К детинцу площадью 0,75 га примыкали три укреплённых окольных города площадью 4,8 га, 25 га и 30 га, что делало Городец Остерский в эпоху междоусобных войн середины XII века одной из крупнейших крепостей Среднего Поднепровья. Вокруг окольного города площадью 25 га был вырыт ров шириной 20 м. В детинце сохранились руины каменной церкви Архангела Михаила (Юрьева божница) конца XI века — единственное дошедшее до наших дней сооружение Переяславского княжества. Культурный слой содержит отложения древнерусского времени (конца XI—XIV веков). Остатки церкви и городище Остра исследовались Н. Е. Макаренко, В. А. Богусевичем, М. П. Кучерой, О. В. Сухобоковым, Ю. Ю. Моргуновым и В. П. Коваленко.

## История

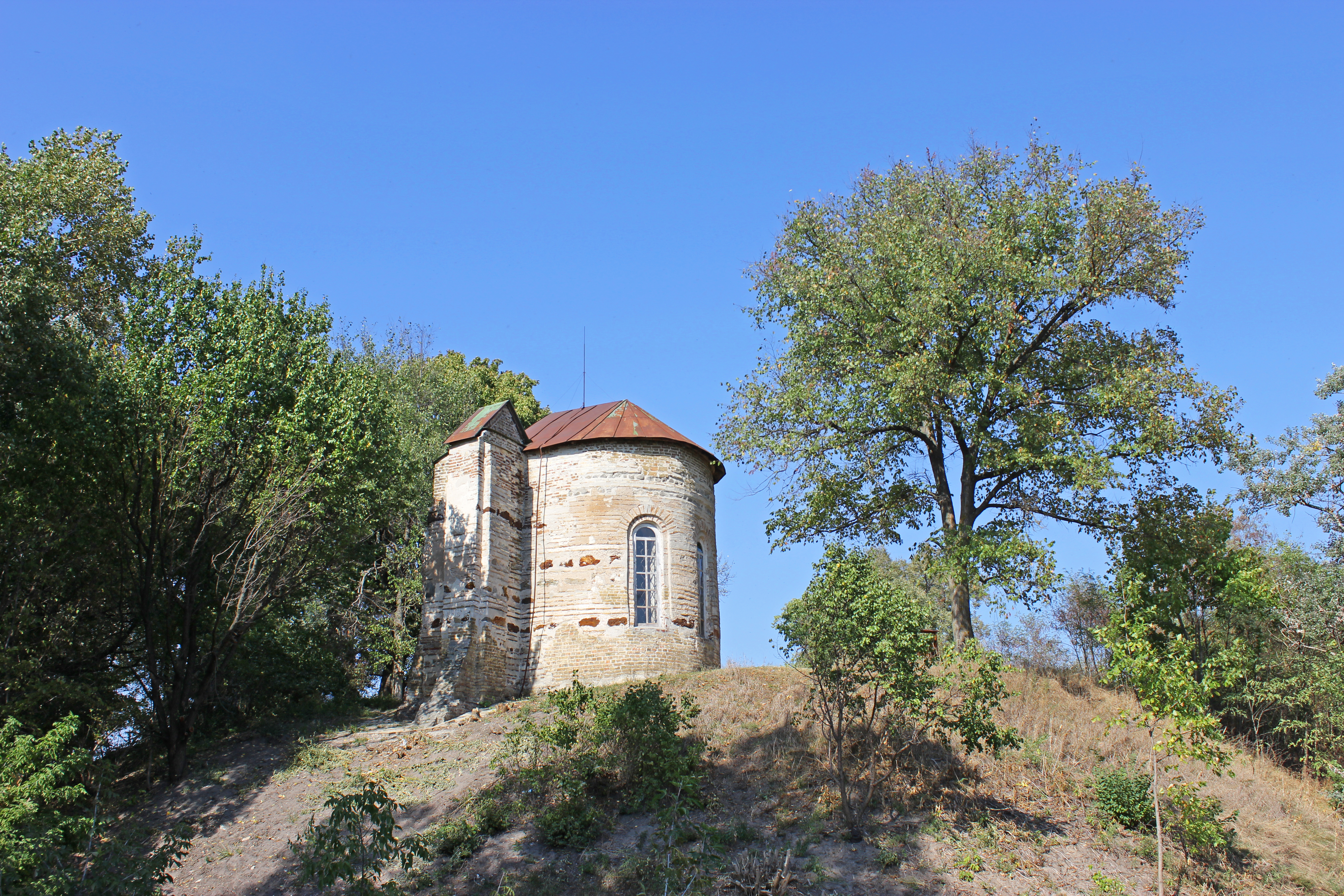
Юрьева божница (апсида храма Архангела Михаила) XI века

Первое упоминание под именем Городец («небольшая крепость») в Повести временных лет под 1026 годом. Здесь Ярослав Мудрый заключил договор со своим братом черниговским князем Мстиславом Владимировичем о разделе Древнерусского государства между ними по Днепру. С 1050-х годов Городец Остерский являлся самой северной крепостью Переяславского княжества. В 1098 году Владимир Мономах перестроил укрепления и возвёл каменную церковь Архангела Михаила. В середине XII века в ходе борьбы за киевский престол между Изяславом Мстиславичем и Юрием Долгоруким Городец Остерский играл роль опорного пункта последнего и несколько раз подвергался нападениям войск Изяслава Мстиславича, которому в 1152 году удалось его захватить и сжечь. Впоследствии восстановлен, оставаясь оплотом потомков Юрия Долгорукого в Южной Руси. Уже будучи великим князем Владимирским большое внимание Городцу Остерскому продолжал уделять Всеволод Юрьевич Большое Гнездо, прежде княживший в нём в 1169—73 годах. В 1195 году он восстановил его после пожара. В 1239 году Городец Остерский пострадал во время монголо-татарского нашествия и запустел. Впоследствии ядро города переместилось к северу ближе к Десне.